# Куліш-Гальчинська Віра Михайлівна
Ві́ра Миха́йлівна Куліш-Гальчинська (14 січня 1941, Старий Орлик, Кишеньківський р-н, Полтавська обл., нині затоплений Кременчуцьким водосховищем) — поетеса, дитяча письменниця, член спілки письменників України (2005).

## Біографія
Народилася 14 січня 1941 р. в с. Старий Орлик Кишенівського району на Полтавщині. Деякий час проживала на Карлівщині в с.Білухівка, навчалася в місцевій школі. 
У 1961 році закінчила будівельний технікум у місті Кунда, Естонія.
Перший вірш був надрукований у 1968 році в районній газеті «Зоря Жовтня» (нині «Обухівський край»). В тому ж році стала відвідувати літературно-мистецьку студію (зараз студія носить ім'я А.С.Малишка). Відтоді твори Віри Куліш-Гальчинської друкувалися в республіканській пресі, газетах «Молода гвардія», «Київська правда», «Сільські вісті», в альманахах обухівських літераторів «Дівич-Гора» та «Українка».
Деякі вірші публікувалися у пресі Естонії та Росії, а також були покладені на музику. 
Авторка книжок «Де шумлять явори» (1999), «Зимове весілля» (2004), для дітей: «Срібна павутинка» (2000), «Зайченята» (2001), «Дюжина» (2001), «Сонечко в колисці» (2004), «Чарівна криниченька» (2004), «Хитрунка» (2004), «Подружки-балакушки» (2005), «Лисиця – жар-птиця» (2008), «Веселі промінці» (2008), «Зимовий пиріжок» (2009), «Сонячна юшка» (2018).

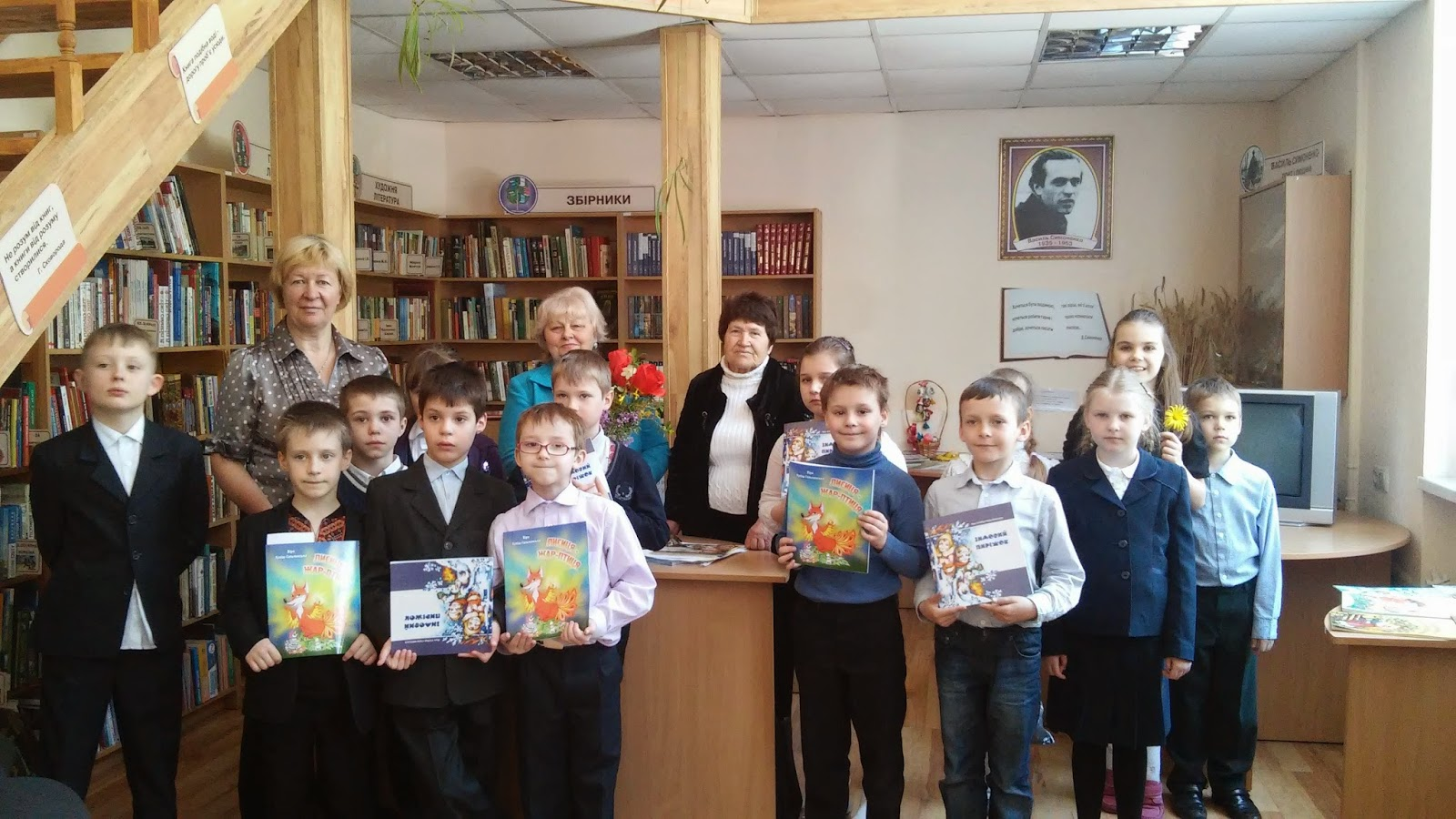
Куліш-Гальчинська Віра Михайлівна (по центрі) на зустрічі з учнями 2 класу ліцею №21 м. Києва.

## Нагороди
- Лауреатка літературно-мистецької премії імені Олени Пчілки за збірку віршів і загадок «Сонячна юшка» (2018). [4]